# 松尾山 (土佐市)
松尾山（まつおやま）は、高知県土佐市にある山である。標高268.1m。

## 地質
- 石灰岩地帯である。

## 絶滅危惧種
- 絶滅危惧種に指定されている自生のタチバナの群生があり、2008年（平成20年）3月28日に、甲原松尾山のタチバナ群落（かんばらまつおやまのタチバナぐんらく）の指定名称で国の天然記念物に指定されている。

## 周辺
- この山の南西麓を高知県道53号土佐佐川線が通っている。